# Saku Ylätupa
Saku Ylätupa (Espoo, 1999. augusztus 4. –) finn válogatott labdarúgó, a svéd Kalmar csatárja.

## Pályafutása

### Klubcsapatokban
Ylätupa a finnországi Espoo városában született. Az ifjúsági pályafutását a Leppävaraan Pallo csapatában kezdte, majd az Espoo akadémiájánál folytatta.
2015-ben mutatkozott be a Klubi 04 felnőtt keretében. 2016-ban az első osztályban szereplő HJK szerződtette. A 2017-es szezon első felében a RoPS csapatát erősítette kölcsönben. 2017-ben a holland Jong Ajaxhoz, majd 2019-ben a svéd első osztályban érdekelt AIK-hoz igazolt. A 2020-as idény második felében a finn Mariehamnnál szerepelt kölcsönben. 2022-ben a Sundsvallhoz írt alá. Először a 2022. április 3-ai, Sirius ellen 2–1-re elvesztett mérkőzésen lépett pályára. Első gólját 2022. április 9-én, a Hammarby ellen hazai pályán 5–1-es vereséggel zárult találkozón szerezte meg. 2023. január 16-án hároméves szerződést kötött a Kalmar együttesével.

### A válogatottban
Ylätupa az U16-ostól az U21-esig szinte minden korosztályú válogatottban képviselte Finnországot.
2019-ben debütált a felnőtt válogatottban. Először a 2019. január 8-ai, Svédország ellen 1–0-ra megnyert mérkőzés 68. percében, Lassi Lappalainent váltva lépett pályára.

## Statisztikák
2022. október 30. szerint
| Klub                   | Szezon   | Osztály       | Bajnokság | Bajnokság | Kupa  | Kupa | Nemzetközi | Nemzetközi | Összesen | Összesen |
| Klub                   | Szezon   | Osztály       | Meccs     | Gól       | Meccs | Gól  | Meccs      | Gól        | Meccs    | Gól      |
| ---------------------- | -------- | ------------- | --------- | --------- | ----- | ---- | ---------- | ---------- | -------- | -------- |
| AIK                    | 2019     | Allsvenskan   | 6         | 0         | 4     | 0    | —          | —          | 10       | 0        |
| AIK                    | 2020     | Allsvenskan   | 7         | 0         | 4     | 2    | —          | —          | 11       | 2        |
| AIK                    | 2021     | Allsvenskan   | 11        | 1         | 3     | 1    | —          | —          | 14       | 2        |
| AIK                    | Összesen | Összesen      | 24        | 1         | 11    | 3    | 0          | 0          | 35       | 4        |
| Mariehamn (kölcsönben) | 2020     | Veikkausliiga | 8         | 0         | 0     | 0    | —          | —          | 8        | 0        |
| Sundsvall              | 2022     | Allsvenskan   | 27        | 5         | 3     | 2    | —          | —          | 30       | 7        |
| Összesen               | Összesen | Összesen      | 59        | 6         | 14    | 5    | 0          | 0          | 73       | 11       |

### A válogatottban
| Válogatott | Év       | Pályára lépés | Gól |
| ---------- | -------- | ------------- | --- |
| Finnország | 2019     | 2             | 0   |
| Finnország | 2023     | 1             | 0   |
| Összesen   | Összesen | 3             | 0   |

## Sikerei, díjai
HJK
- Finn Kupa
  - Döntős (1): 2016